# 小矮人王国
小矮人王国（Dwarf Empire）は、かつて中国雲南省昆明市西山区にあった小人のテーマパーク。2009年9月にオープンし、身長79センチ～130センチの人々100人以上が働いていた。